# Hrydki
Hrydki (ukr. Гредьки) – wieś na Ukrainie w rejonie kowelskim obwodu wołyńskiego.
Znajduje tu się przystanek kolejowy Hrydki, położony na linii Kijów – Kowel – Brześć.